# Редовне линије Ер Франс
Ово је списак свих одредишта до којих Француска авио-компанија Ер Франс лети на својим редовним линијама.

## Африка
- Алжир
  - Алжир
- Ангола
  - Луанда
- Бенин
  - Котону
- Буркина Фасо
  - Уагадугу
- Демократска Република Конго
  - Киншаса
- Египат
  - Каиро
- Екваторијална Гвинеја
  - Малабо
- Габон
  - Либрвил
- Гвинеја
  - Конакри
- Јужноафричка Република
  - Јоханезбург
- Камерун
  - Дуала
  - Јаунде
- Кенија
  - Најроби карго
- Конго
  - Бразавил
- Мадагаскар
  - Антананариво
- Мали
  - Бамако
- Мароко
  - Казабланка
  - Маракеш
  - Рабат
- Мауританија
  - Нуакшот
- Маурицијус
  - Порт Луј
- Нигер
  - Нијамеј
- Нигерија
  - Лагос
  - Порт Харкурт
- Обала Слоноваче
  - Абижан
- Реинион
  - Сен-Дени
- Сенегал
  - Дакар
- Того
  - Ломе
- Тунис
  - Тунис (град)
- Централноафричка Република
  - Бангуи
- Чад
  - Нџамена
- Џибути
  - Џибути

## Азија
- Бахреин
  - Манама карго
- Вијетнам
  - Ханој (Аеродром Ханој)
  - Хо Ши Мин (Аеродром Хо Ши Мин)
- Индија
  - Бангалор
  - Делхи (Аеродром Делхи)
  - Мумбај (Аеродром Мумбај
  - Ченај
- Израел
  - Тел Авив (Аеродром Тел Авив)
- Иран
  - Техеран (Аеродром Мехрабад)
- Јапан
  - Осака (Аеродром Кансај)
  - Токио (Аеродром Нарита)
- Јерменија
  - Јереван
- Јордан
  - Аман (Аеродром Аман)
- Јужна Кореја
  - Сеул
- Кина
  - Народна Република Кина
    - Гуиџоу (Аеродром Гуиџоу)
    - Пекинг (Аеродром Пекинг)
    - Хонгконг (Аеродром Хонгконг)
    - Шангај (Аеродром Пудонг)

  - Република Кина
    - Тајпеј
- Кувајт
  - Кувајт карго
- Либан
  - Бејрут (Аеродром Бејрут)
- Саудијска Арабија
  - Ер Ријад (Аеродром Ер Ријад)
  - Једах (Аеродром Једах)
- Сингапур
  - Сингапур (Аеродром Сингапур)
- Сирија
  - Дамаск (Аеродром Дамаск)
- Тајланд
  - Бангкок (Аеродром Суварнабуми)
- Уједињени Арапски Емирати
  - Абу Даби (Аеродром Абу Даби)
  - Дубаи (Аеродром Дубаи)

## Европа
- Аустрија
  - Беч
- Бугарска
  - Софија
- Грчка
  - Атина (Аеродром Елефтериос Венизелос)
- Данска
  - Копенхаген (Аеродром Каструп)
- Република Ирска
  - Шенон карго
- Италија
  - Болоња
  - Венеција
  - Милано
    - (Аеродром Линате)
    - (Аеродром Малпенса)

  - Напуљ
  - Рим (Аеродром Леонардо да Винчи)
  - Торино
- Мађарска
  - Будимпешта
- Немачка
  - Берлин (Аеродром Tegel)
  - Бремен
  - Диселдорф (Аеродром Диселдорф)
  - Лајпциг
  - Минхен (Аеродром Јозеф Штраус)
  - Нирнберг
  - Франкфурт
  - Хамбург
  - Хановер
  - Штутгарт
- Норвешка
  - Осло (Аеродром Гардермонен)
- Пољска
  - Варшава
- Португал
  - Лисабон
- Румунија
  - Букурешт (Аеродром Отопени)
- Русија
  - Москва (Аеродром Шереметјево)
  - Санкт Петербург (Аеродром Пулково)
- Турска
  - Истанбул (Аеродром Ататурк)
- Уједињено Краљевство
  - Глазгов карго
  - Лондон
    - (Аеродром Сити)
    - (Аеродром Хитроу)

  - Манчестер
- Украјина
  - Кијев (Аеродром Бориспил)
- Француска
  - Авињон карго
  - Ажаксио
  - Бастија
  - Бијариц
  - Бордо
  - Брест
  - Калви
  - Клермон-Феран
  - Лион - база
  - Марсељ
  - Милуз (ЕуроАеродром Базел-Милуз-Фрајбург)
  - Монпеље
  - Нант
  - Ница - база
  - Париз
    - (Аеродром Шарл де Гол) - база
    - (Аеродром Орли) - база

  - Пау
  - Перпињан
  - Стразбур
  - Тулон
  - Тулуз
  - Фигари
- Холандија
  - Амстердам (Аеродром Схипхол)

- Чешка
  - Праг
- Швајцарска
  - Женева
  - Цирих
- Шведска
  - Стокхолм (Аеродром Aplanda)
- Шпанија
  - Барселона
  - Мадрид
  - Сарагоса карго

## Јужна Америка
- Аргентина
  - Буенос Ајрес
- Бразил
  - Рио де Жанеиро
  - Сао Пауло
- Венецуела
  - Каракас
- Колумбија
  - Богота
- Перу
  - Лима карго
- Уругвај
  - Монтевидео карго
- Француска Гвајана
  - Кајен
- Чиле
  - Сантијаго

## Океанија
- Француска Полинезија
  - Папете

## Северна Америка
- Гваделуп
  - Пуент-а-Питр
- Доминиканска Република
  - Пунта кана
  - Санто Доминго
- Канада
  - Монтреал
  - Торонто (Аеродром Пирсон)
- Куба
  - Хавана
- Мартиник
  - Фор де Франс
- Мексико
  - Мексико сити
  - Гвадалахара карго
- САД
  - Атланта
  - Бостон
  - Вашингтон
  - Далас карго
  - Детроит
  - Лос Анђелес
  - Мајами
  - Њуарк
  - Њујорк (Аеродром Џон Ф. Кенеди)
  - Сан Франциско
  - Сијетл
  - Филаделфија
  - Хјустон
  - Чикаго
- Хаити
  - Порт-о-Пренс
- Холандски Антили
  - Острово Сент-Мартин